# Automotrici FS ALe 792 e ALe 882
Le automotrici ALe 792 e ALe 882 sono due veicoli ferroviari leggeri a trazione elettrica delle Ferrovie dello Stato Italiane costruiti tra il 1936 e il 1937. I due modelli differiscono unicamente per il numero di posti a sedere, settantanove sulle ALe 792 e ottantotto sulle ALe 882.

## Storia
Il successo di pubblico e di esercizio degli elettrotreni ETR 200 portò ad una estensione del concetto da essi rappresentato spingendo le Ferrovie dello Stato a progettare delle elettromotrici, da essi derivate, che avrebbero dovuto svolgere i servizi minori abbattendo i costi relativi ai treni di materiale ordinario e riducendo contemporaneamente i tempi di viaggio; queste presero il nome di automotrici ALe 792 e ALe 882 in relazione alla categoria e al numero dei posti offerti, 79 di 2ª e 3ª classe la prima e di 88 posti di 3ª classe la seconda. Il versatile mezzo leggero, costruito dalla Breda venne presto ribattezzato dalla fantasia popolare Littorina mettendolo in relazione al mezzo termico che aveva rivoluzionato il trasporto locale anni prima.
L'impostazione stilistica delle due serie, molto simile a quella dell'elettrotreno con il caratteristico frontale a muso di vipera, aveva portato alla costruzione di elettromotrici con ambedue i frontali aerodinamici, prive quindi di intercomunicante; ciò, in conseguenza dell'immediato successo di passeggeri, rivelò presto il suo limite nella frequente necessità di accoppiare altre unità in composizione che richiedevano la presenza di ulteriore personale con aggravio di costi cosa che presto portò ad un ripensamento progettuale nell'ordinazione delle serie successive rinunciando al frontale aerodinamico e costruendo delle testate piatte con piccolissima cabina di guida laterale.
Verso la fine degli anni trenta furono concentrate nel Deposito locomotive di Napoli Campi Flegrei per svolgere servizio, verso nord e verso sud, sulla "Tirrenica" con composizioni, di massima, di tre unità accoppiate.
A causa dell'entrata in guerra dell'Italia molte unità vennero seriamente danneggiate dai bombardamenti e finirono per essere rottamate altre dovettero essere interamente ricostruite.. Un'unità, la ALe 792.001, venne dichiarata dispersa e mai più ritrovata.
Dalla metà degli anni cinquanta sono state gradualmente trasferite al Deposito locomotive di Foggia con servizi a carattere locale sulle varie direttrici interne ed "Adriatica"
Il servizio prestato nel dopoguerra ha interessato anche linee italiane del Centro-Nord fino ai primi anni ottanta. Gli anni ottanta hanno anche visto la loro radiazione.

## Conservazione museale
Il 24 gennaio 2012 l'automotrice ALe 792.004 è stata riconsegnata al Museo Ferroviario Nazionale di Pietrarsa, da dove mancava dal 2005, dopo la bonifica dall'amianto e il restauro estetico eseguito dalle Officine Magliola di Santhià.

## Caratteristiche
I carrelli erano del tipo a telaio interno B910, a due assi. La sospensione degli assi era quella classica del tempo con molle a balestra caricate sulla trave oscillante.
I motori elettrici a corrente continua (con eccitazione in serie), all'avviamento venivano collegati tutti in serie e poi commutati in parallelo a gruppi di due (in serie tra loro) per la maggiore velocità. L'avviamento era il classico di tipo reostatico con avviatore automatico e un grado di shuntaggio. La trasmissione avveniva ad ingranaggi con il pignone del motore che azionava un ingranaggio ozioso che a sua volta muoveva quello calettato su di un asse cavo concentrico all'asse delle ruote a cui trasmetteva il moto mediante rulli e pacchi di molle; era il sistema che equipaggiava anche le locomotive elettriche E.428, E.636 ed altre ed era detto sistema Bianchi dall'ingegnere che lo aveva ideato.
La velocità massima era di 115 km/h con rapporto di trasmissione di 17 denti al pignone e 43 alla corona.